# Disarm
Disarm è una canzone della band alternative rock statunitense The Smashing Pumpkins. È il terzo singolo estratto dal loro secondo album, Siamese Dream. Disarm è stata scritta da Billy Corgan, il quale la considera come la più personale dell'album Siamese Dream.

## Il brano
La BBC impedì che la canzone venisse trasmessa su Top of the Pops, a causa del verso «cut that little child», e la canzone non venne molto trasmessa dalle radio britanniche. Quel verso e molti altri come «what I choose is my choice» e «the killer in me is the killer in you» hanno portato a molte controversie, perché molti lessero quei versi come a favore della tesi che l'aborto sia un omicidio. Corgan, comunque, ha chiarito che la canzone parla del labile rapporto che ha avuto coi suoi genitori crescendo. Nonostante la canzone fosse bandita dalla BBC e poco trasmessa, il singolo raggiunse comunque l'11º posto su Official Singles Chart. Negli Stati Uniti d'America, invece, la canzone non riuscì ad entrare nella Billboard Hot 100, ma raggiunse il 5º posto nella classifica Mainstream Rock Tracks e l'8° nella classifica Modern Rock Tracks.
Anche se i Pumpkins hanno più volte eseguito versioni più leggere o acustiche delle loro canzoni più aggressive, la band eseguì una versione pesante e elettrica di Disarm su una televisione britannica, come viene eseguito su Vieuphoria e anche dal vivo sulle TV americane nel MTV Video Music Awards del 1994. La versione elettrica  cambia il genere del brano da quello di una ballata a quello di un brano rock più arrabbiato.
Vennero prodotte due differenti versioni del singolo. Le due versioni (Heart e Smile) presentavano due diverse copertine e diversi B-side.
I B-side nella versione Heart erano cover di classiche canzoni rock degli anni settanta. Landslide fu inclusa più tardi nella raccolta Pisces Iscariot, dopo il quale la canzone fu molto trasmessa dalle stazioni radio di rock moderno negli U.S.A., arrivando al 3º posto nella classifica. Dancing in the Moonlight eseguita bene in Australia, si piazzò al  90º posto nella classifica Triple J Hottest 100 nel 1994, mentre Disarm non entrò mai in classifica.
La versione del singolo 7" del Regno Unito comprende una b-side esclusiva "Siamese Dream" che non apparirà in nessun altro formato. Nel 2005, la traccia venne pubblicata in una versione digitale facente parte della compilation Rarities and B-Sides.

## Video
Il video musicale, diretto da Jake Scott, è in bianco e nero e mostra i membri della band fluttuare in aria sopra a immagini di una casa, un signore anziano camminare in un sottopassaggio, mentre filmati amatoriali a colori mostrano un ragazzo (Sean Adams) giocare all'aperto. Billy Corgan disse che non voleva il signore anziano del video, ma Scott insistette. Il video mandato in anteprima su MTV verso la fine del 1993, fu subito trasmesso in maniera massiccia. Nel 1994 è stato nominato come Best Alternative Video e Best Editing alla cerimonia MTV Video Music Awards, la prima nomination agli MTV Awards per i Pumpkins.

## Tracce
Tutte le canzoni sono scritte da Billy Corgan, tranne dove specificato diversamente.
Disco 7" UK (7243 8 92309 7 0, HUT 43)
1. Disarm – 3:17
2. Siamese Dream – 2:38

CD singolo 1 UK
1. Disarm – 3:17
2. Soothe (Demo) – 2:35
3. Blew Away – 3:31 (James Iha)

CD singolo 2 UK
1. Disarm – 3:17
2. Landslide (Stevie Nicks cover) – 3:10
3. Dancing in the Moonlight (Phil Lynott cover) – 4:21

## Classifiche
| Classifica (1994)                  | Massima posizione |
| ---------------------------------- | ----------------- |
| Australia (ARIA Charts)            | 16                |
| Canada (RPM)                       | 13                |
| Regno Unito                        | 11                |
| Stati Uniti (Billboard Mainstream) | 5                 |
| Stati Uniti (Billboard Modern)     | 8                 |

## Formazione
Hanno partecipato alle registrazioni, secondo le note dell'album:
- Billy Corgan - voce, chitarra, tastiere
- James Iha - chitarra
- D'arcy Wretzky - basso, cori
- Jimmy Chamberlin - batteria
- David Ragsdale - violino
- Eric Remschneider - violoncello